# André Persiani
André Persiani, auch André Persiany (* 19. November 1927 in Paris als Paul Stephane Persiani; † 2. Januar 2004 in Angers) war ein französischer Jazzpianist, Arrangeur, Komponist und Bandleader, der „mit seiner Blockakkord-Technik als stilistischer Nachfolger Milt Buckners“ galt.

## Leben und Wirken
Persiany leitete ab 1946 eigene Formationen, u. a. mit Joseph Reinhardt und Michel de Villers, spielte mit den Be Bop Minstrels (1947/48) mit Robert Mavounzy und Emmanuel Soudieux sowie im Duo mit dem Pianisten Eddie Bernard. Bekannt wurde er vor allem durch seine Zusammenarbeit mit dort arbeitenden amerikanischen Musikern wie Sidney Bechet, Don Byas/Bobby Jaspar (1953), Buck Clayton (Back to Buck, 1949), Lionel Hampton, Bill Coleman, Kenny Clarke/Michel de Villers (1948), Big Bill Broonzy, Albert Nicholas und Mezz Mezzrow, ferner unter dem Pseudonym Jules Dupont 1954 in den Orchestern von Bernard Zacharias und Charlie Singleton, bei letzterem auch als Celesta-Spieler. Im Januar 1953 begleitete er Django Reinhardt bei vier Nummern; außerdem schrieb er Arrangements für Henri Salvador. 1956 zog er erstmals in die Vereinigten Staaten, wo er im Metropole mit Zutty Singleton, Charlie Shavers und Roy Eldridge sowie im Birdland auftrat. 1956 hatte er Gelegenheit, ein Bigband-Album für Columbia aufzunehmen (Impressions in New York); so leitete er die Bigbandformation International Jazz Group, der u. a. Seldon Powell, Taft Jordan, Lawrence Brown, Tyree Glenn und Eddie Barefield angehörten. 1958 begleitete er mit seinem Orchester Hildegard Knef (alias „Hildegarde Neff“) bei Aufnahmen einiger Songs von Boris Vian und Harry Warren/Al Dubin (Das Mädchen von Hamburg).
In den 1960er Jahren arbeitete er im Quartett des Trompeters Jonah Jones; 1970 kehrte er nach Frankreich zurück. Dort setzte er seine Zusammenarbeit mit Amerikanern wie Charlie Shavers, Milt Buckner, Cat Anderson, Arnett Cobb/Eddie Chamblee und Budd Johnson sowie den Franzosen Christian Garros, Guy Lafitte, Gérard Pochonet und Bernard Vitet fort, ansonsten war er bis 1988 Hauspianist im Pariser Club Le Furstemberg. Als Arrangeur arbeitete er u. a. für Al Grey (Trombone by five, 1977). Zu seinen Aufnahmen unter eigenen Namen gehören Swinging Here and There (1958 für Pathé), The Real Me (1970, Black & Blue) und Every Night at Furstemburg (1977).

## Diskografische Hinweise
- André Persiany et son Orchestre: Columbia Jazz Stars Series, mit Guy Lafitte, Benoît Quersin
- Guy Lafitte - Andre Persiany: Les Classiques Du Jazz (Columbia, um 1953, 10-inch-LP)
- Impressions in New York (Columbia, 1956) mit Lawrence Brown, John Burks, Henderson Chambers, Budd Johnson, Ernie Royal, Arvell Shaw, Dick Vance, Lamar Wright
- The Real Me (Black & Blue, 1970) mit Roland Lobligeois, Oliver Jackson
- André Persiany featuring Major Holley et les moines de St-Bernardin (Black & Blue)
- Milt Buckner/Andre Persiani: Pianistically Yours (Black & Blue, 1975/76) mit Roland Lobligeois, Roger Paraboschi, Sam Woodyard
- Skyliner (1975/76) mit Major Holley, Oliver Jackson, Alf Masselier, Roland Lobligeois, André Barthélémy, Stéphane Persiani, Patrick Lemoal
- Every Night at Furstemburg (1977, Open) mit Roland Lobligeois, Roger Paraboschi